# Młyny Strachockie
Młyny Strachockie – wieś w Polsce położona w województwie wielkopolskim, w powiecie tureckim, w gminie Dobra.
Od 1 stycznia do 12 października 1973 w gminie Ustków.
W latach 1975–1998 miejscowość należała administracyjnie do województwa konińskiego.